# ドナルドのモーターボート
『ドナルドのモーターボート』（原題：Put-Put Troubles）は、ウォルト・ディズニー・プロダクション（現：ウォルト・ディズニー・カンパニー）が製作した1940年7月19日公開のアニメーション短編映画作品。ドナルドダック・シリーズの第23作である。

## あらすじ
プルートと一緒にモーターボートを楽しみに湖にやってきたドナルドであったが…。

## スタッフ
- 製作：ウォルト・ディズニー
- 監督：ライリー・トムソン

## キャスト
| キャラクター   | 原語版               | 旧吹き替え版 | 新吹き替え版 |
| -------------- | -------------------- | ------------ | ------------ |
| ドナルドダック | クラレンス・ナッシュ | 関時男       | 山寺宏一     |
| プルート       | ピント・コルヴィグ   | -            | -            |

## 日本での公開

### 収録
- 『ドナルドダック・クロニクル Vol.1 限定保存版』（DVD、ブエナ・ビスタ・ホーム・エンターテイメント、新吹き替え版）